# Poeticon astronomicon

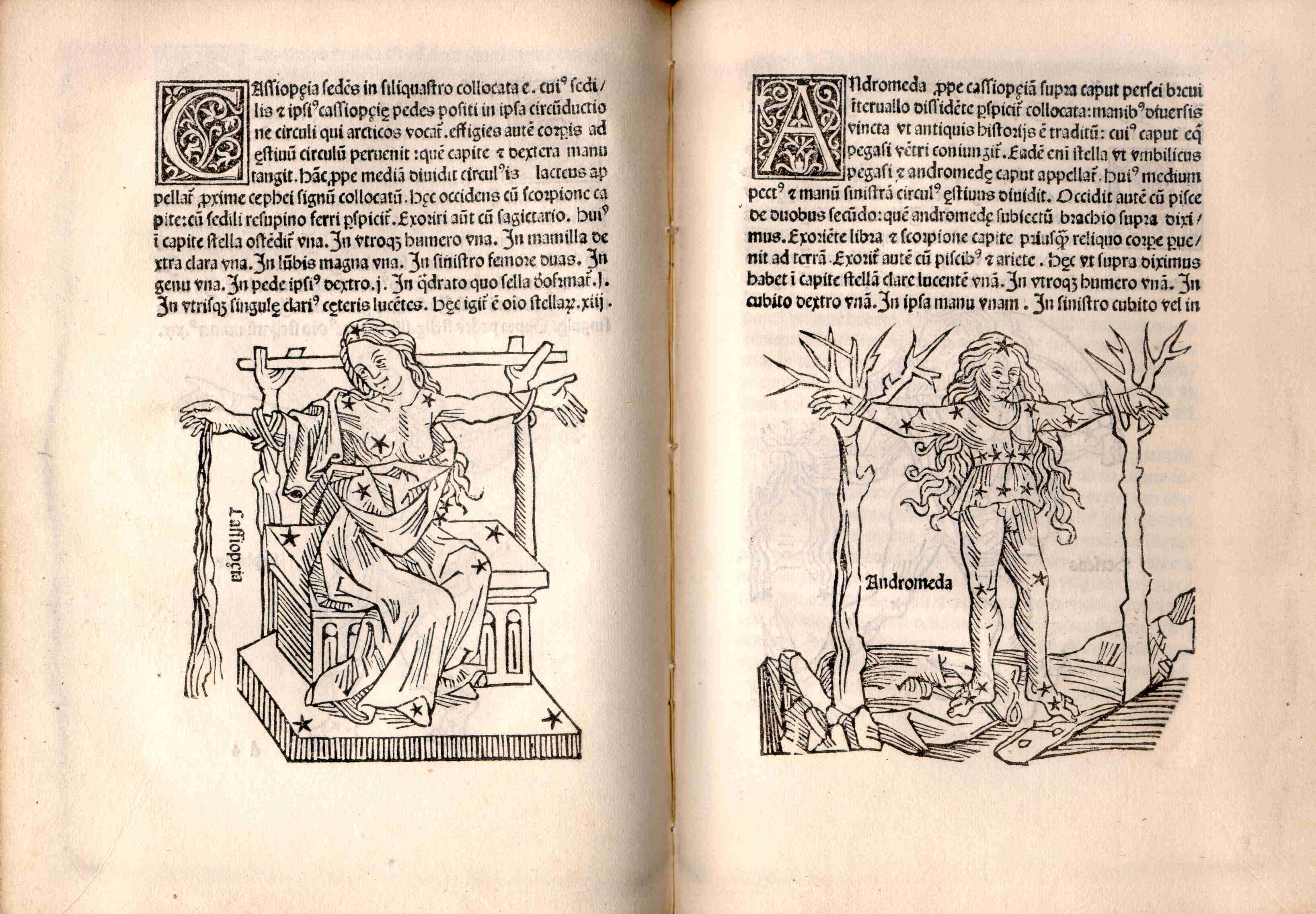
Două pagini provenind din ediţia lucrării Poeticon astronomicon publicată de Ratdolt, arătând gravurile constelaţiilor Cassiopeia și Andromeda. Imagine reprodusă cu amabila autorizare a bibliotecii
U.S. Naval Observatory.

Poeticon astronomicon este un  text în proză, atribuit unui oarecare Hygin (Iginius), însă paternitatea reală a acestei opere rămâne nesigură. În timpul Renașterii, epocă în care lucrarea a fost difuzată pe larg, era atribuită scriitorului și istoricului roman Gaius Iulius Hyginus, care trăise în secolul I î.Hr. Totuși, faptul că această lucrare listează constelațiile cerului nocturn exact în aceeași ordine ca și Ptolemeu în Almageste (publicat în secolul al II-lea) conduce la ideea că amintitul Hygin, autor al acestui text, a trăit în / sau / după secolul al II-lea.

## Descrierea lucrării
Lucrarea, scrisă în latină, descrie 42 din cele 48 de constelații ale lui Ptolemeu, concentrându-se îndeosebi pe miturile asociate fiecăreia dintre ele, însoțite de discuții despre pozițiile relative și caracteristicile unor stele. Cele șapte corpuri ale Sistemului Solar  cunoscute în epocă (Soarele, Luna, Venus, Mercur, Jupiter, Saturn și Marte, în această ordine) fac și ele obiectul unei descrieri. Constelațiile lui Ptolemeu care nu figurează în Poeticon astronomicon sunt:
- Corbul
- Cupa
- Coroana australă
- Lupul
- Pegas
- Șarpele

Prima versiune tipărită cunoscută a acestei opere datează din 1475. Ediția cea mai marcantă a acestui text este probabil cea realizată de Erhard Ratdolt la Veneția (Italia) în 1482. Fost tipograf la Augsburg și de curând instalat la Veneția, Ratdolt comandase o serie de gravuri care să reprezinte constelațiile pentru a însoți textul lui Hygin. Această ediție, prima care a fost ilustrată, a apărut sub titlul Clarissimi viri Iginij Poeticon astronomicon: opus vtilissimmu. Ca și pentru cea mai mare parte a lucrărilor cu vocație astronomică apărute după aceea, stelele erau desenate deasupra unui motiv care reprezenta subiectul constelației în filigran. Totuși gravurile prezentate nu sunt nici pe departe hărți ale sferei cerești, pozițiile stelelor care sunt reprezentate nu au nimic în comun cu pozițiile reale ale acestora, și, de altfel, nici cu descrierile pe care le dă Hygin. De exemplu, Triunghiul este reprezentat prin trei stele care formează un triunghi echilateral, în timp ce în adevărata constelație, triunghiul posedă o latură cu mult mai mică decât celelalte două.
În acest sens, Poeticon nu poate fi considerat drept atlas stelar, deși este unul dintre precursori. Rezultat al inexactității flagrante a poziției stelelor, Poeticon nu este folositor ca și ghid pentru observarea cerului înstelat. Totuși, ilustrațiile comandate de Ratdolt i-au inspirat și le-au servit de exemplu autorilor tuturor atlaselor stelare care au urmat.